# Gaurav Nandrajog
Gaurav Nandrajog (* 19. Dezember 1984 in Gurdaspur) ist ein ehemaliger indischer Squashspieler.

## Karriere
Gaurav Nandrajog begann seine professionelle Karriere im Jahr 2003 auf der PSA World Tour. Seine höchste Platzierung in der Weltrangliste erreichte er mit Rang 117 im März 2008. Mit der indischen Nationalmannschaft nahm er 2005, 2007 und 2009 an der Weltmeisterschaft teil. 2006 gehörte er außerdem zum Aufgebot bei der Asienmeisterschaft. Bei den Commonwealth Games 2010 war er ebenfalls Teil des indischen Kaders und wurde gemeinsam mit Siddharth Suchde für das Doppel nominiert, wo sie das Achtelfinale erreichten. Im Jahr 2006 wurde er hinter Saurav Ghosal indischer Vizemeister.

## Erfolge
- Indischer Vizemeister: 2006